# Revolta siciliana
Revolta Siciliana foi uma revolta contra o Segundo Triunvirato da República Romana que ocorreu entre 44 e 36 a.C. e foi liderada por Sexto Pompeu, filho do general Pompeu Magno, e que terminou em vitória para o triunvirato.

## Contexto
O pai de Sexto, Pompeu, foi o adversário de Júlio César por muitos anos e esta animosidade finalmente chegou ao limite em 49 a.C., quando começou a Guerra Civil Cesariana. Pompeu foi assassinado no ano seguinte pelos egípcios, mas Sexto e seu irmão, Cneu Pompeu, continuaram a luta até pelo menos 45 a.C., quando ficou claro que César havia vencido. Depois da Batalha de Munda, Cneu Pompeu foi executado, mas Sexto conseguiu escapar para a Sicília romana.
Quando Júlio César foi assassinado, em 15 de março de 44 a.C., o nome de Sexto foi colocado numa lista de proscrição formada por Lépido, Marco Antônio e Otaviano, os membros do Segundo Triunvirato. Esta lista tinha por objetivo não apenas encher novamente o tesouro republicano, mas também financiar a Guerra Civil dos Liberatores, travada entre o Segundo Triunvirato contra as gentes Cassii e Bruti, dos assassinos de César, e nela constavam todos os inimigos de César e seus parentes.

## Primeiras vitórias

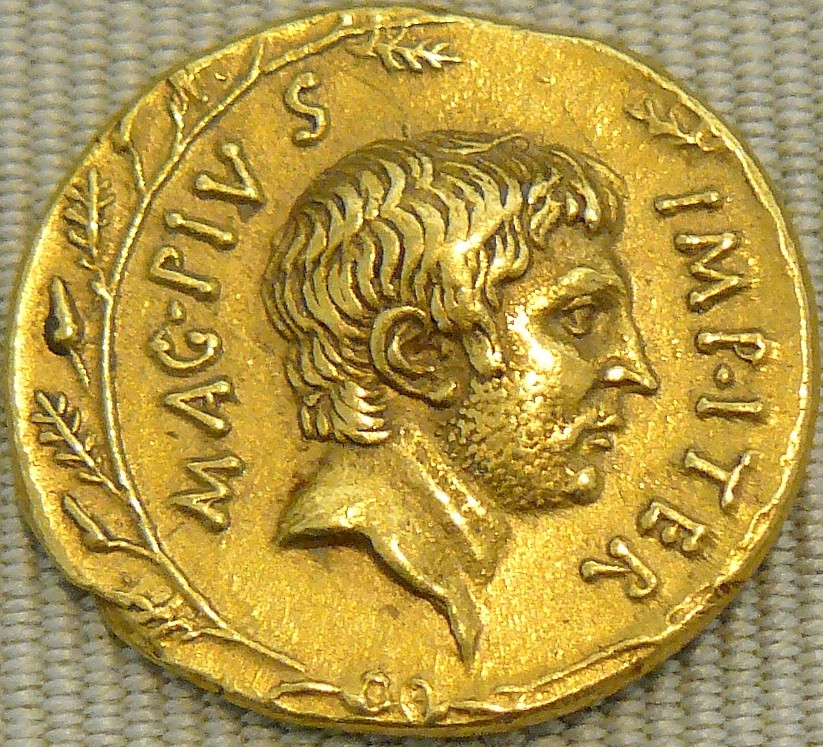
Áureo de Sexto Pompeu, o grande adversário do Segundo Triunvirato na Revolta Siciliana.

Ao descobrir seu nome nesta lista, Sexto decidiu retomar a luta de seu pai onde ela havia terminado. Ele selecionou a Sicília como sua base e capturou várias cidades, incluindo Tyndaris, Mylae e a capital provincial , Messina. Outras cidades, como Siracusa, se renderam à revolta de Sexto e se juntaram a ele, que logo se tornou uma poderosa força na guerra civil que se seguiu à morte de César. Ele juntou um formidável exército e uma grande frota militar. Muitos escravos e amigos de seu pai se juntaram à causa, na esperança de preservarem a República Romana, que rapidamente se transformava num império. A multidão de escravos que se juntou a Sexto geralmente vinha das villas dos patrícios, o que os impactou de tal forma que as Virgens Vestais rezaram para que a revolta acabasse.
Com sua grande frota, tripulada por marinheiros sicilianos e comandada por habilidosos almirantes, como Menas, Menecrates e Democares, Sexto conseguiu interromper todos os carregamentos, especialmente o suprimento de cereais de Roma, e bloqueou a Itália, interrompendo o comércio marítimo de Roma com outras nações. Este bloqueio também ajudou a aleijar o exército romano, que dependia da frota para receber seus suprimentos. Finalmente, conforme as populações romanas se sublevavam, os membros do Triunvirato resolveram reconhecer Sexto como governante da Córsega e Sardenha e da Sicília desde que ele concordasse em levantar o bloqueio e re-estabelecesse o envio dos cereais. Sexto concordou e também concordou em parar de aceitar escravos fugidos em suas fileiras. O tratado, assinado em Miseno, foi chamado de Pacto de Miseno.

## Auge dos combates
Em 42 a.C., o Triunvirato derrotou Marco Júnio Bruto e Caio Cássio Longino na Batalha de Filipos. Assim que o bloqueio foi encerrado, o Triunvirato, especialmente Otaviano e seu braço-direito, Marco Vipsânio Agripa, conseguiram dedicar suas energias a Sexto e começaram uma agressiva ofensiva. Otaviano tentou invadir a Sicília, em 38 a.C., mas seus navios foram forçados a recuar por causa do mau tempo.
Agripa interrompeu parte da Via Ercolana e escavou um canal ligando o Lago Lucrino ao mar, transformando-o num porto, chamado Porto Júlio, que foi utilizado para treinar a frota republicana em batalhas navais. Uma nova frota foi construída, com 20 000 remadores alistados entre os escravos. Os novos navios eram muito maiores para poderem levar mais unidades de infantaria, que também estavam sendo treinadas. Além disso, Marco Antônio cedeu 20 000 soldados de sua campanha parta para tripular 120 navios, comandados por Tito Estacílio Tauro. Em julho de 36 a.C., as duas frotas partiram da Itália e uma outra, providenciada pelo terceiro triúnviro, Lépido, partiu da África, todas com o objetivo de atacar o coração do território de Sexto, a Sicília.
Em agosto, Agripa conseguiu finalmente derrotar Sexto em uma batalha naval em Milas (moderna Milazzo); no mesmo mês, Otaviano foi derrotado e gravemente ferido numa batalha perto de Taormina.
Na Batalha de Nauloco, Agripa lutou contra a frota de Sexto. Ambas tinham aproximadamente 300 navios, todos com artilharia, mas Agripa comandava unidades mais pesadas, armadas com o arpax e o corvus. Agripa conseguiu bloquear os navios mais manobráveis da frota de Sexto e, depois de um longo e sangrento combate, derrotou seu adversário. Agripa perdeu três navios e Sexto teve 28 navios afundados, 17 fugiram e o resto foi queimado ou capturado.
Por volta de 200 000 pessoas foram mortas e 1 000 navios de guerra foram destruídos nas lutas subsequentes, com a maioria das perdas concentradas no exército e na marinha de Sexto. Tyndaris e Messina sofreram perdas consideráveis e toda a região entre as duas cidades foi completamente arrasada.

## Consequências
Em 36 a.C., Sexto fugiu da Sicília (efetivamente acabando com a revolta) para Mileto, onde, em 35 a.C., foi capturado e sumariamente executado por Marco Tício, um dos comandados de Marco Antônio. Esta morte foi ilegal, pois Sexto Pompeu era um cidadão romano e tinha direito a um julgamento. O erro foi capitalizado por Otaviano quando sua relação com Marco Antônio começou a piorar.
Uma movimentação política mal-pensada de Lépido deu a Otaviano a desculpa que ele precisava e Lépido foi acusado de usurpar o poder na Sicília para tentar uma nova revolta. Lépido foi forçado ao exílio em Circeii (moderna San Felice Circeo) e teve todos os seus cargos removidos, exceto o de pontífice máximo. Todas as suas antigas províncias foram anexadas às de Otaviano.
A maior parte das vastas áreas agrícolas da Sicília estavam arruinadas ou despopuladas e muitas dessas terras foram tomadas e distribuídas entre os membros das legiões que lugares da Sicília. Os resultados foram duplos: a Sicília foi tomada por habitantes leais e gratos; e também, repopulada, havia a promessa da retomada da antiga produtividade siciliana.
30 000 foram capturados e devolvidos aos seus mestres enquanto outros 6 000 foram empalados em estacas de madeira por toda a ilha para servirem de exemplo.